# Liste der Mitglieder des US-Repräsentantenhauses aus West Virginia

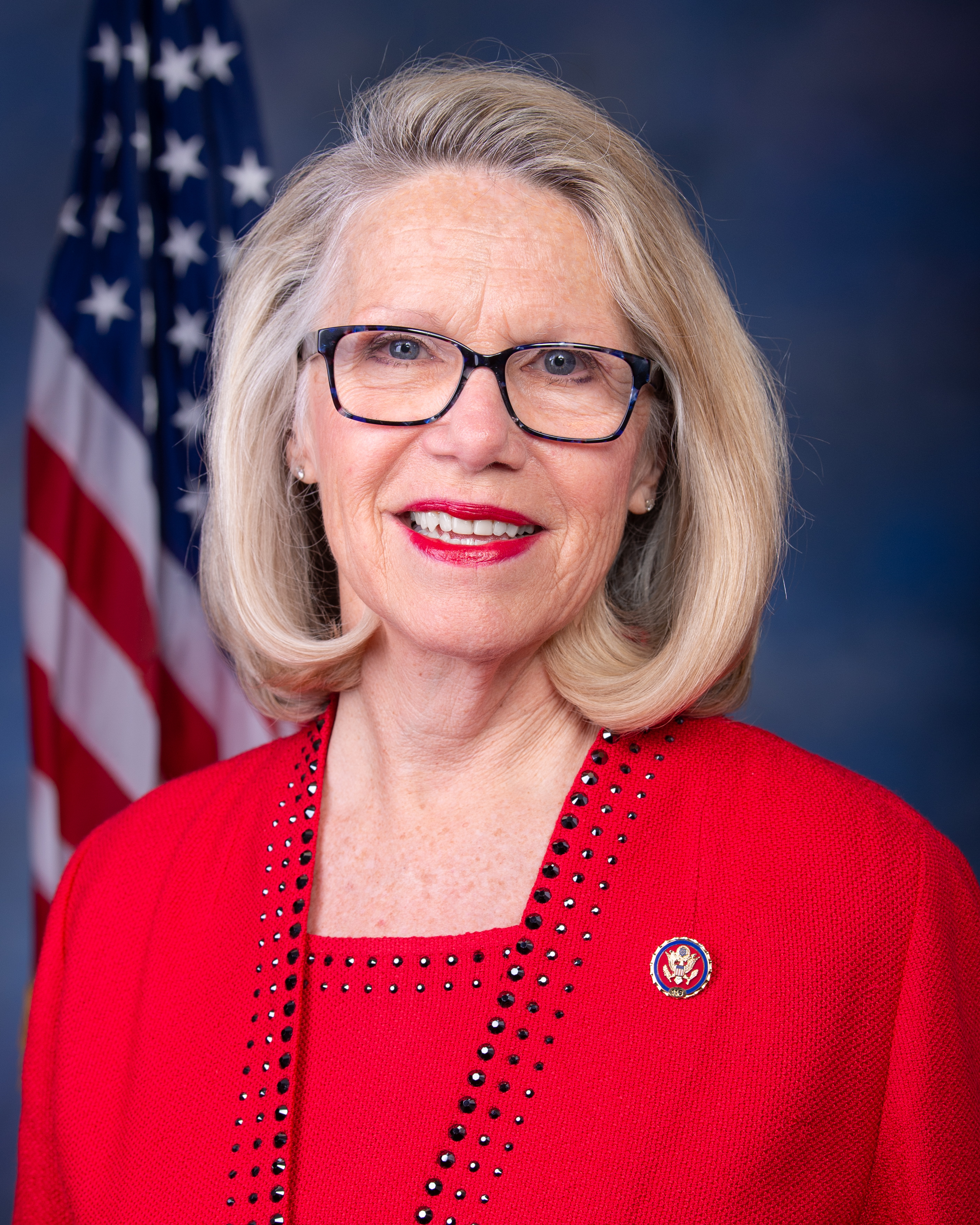
Carol Miller, derzeitige Vertreterin des ersten Kongresswahlbezirks von West Virginia

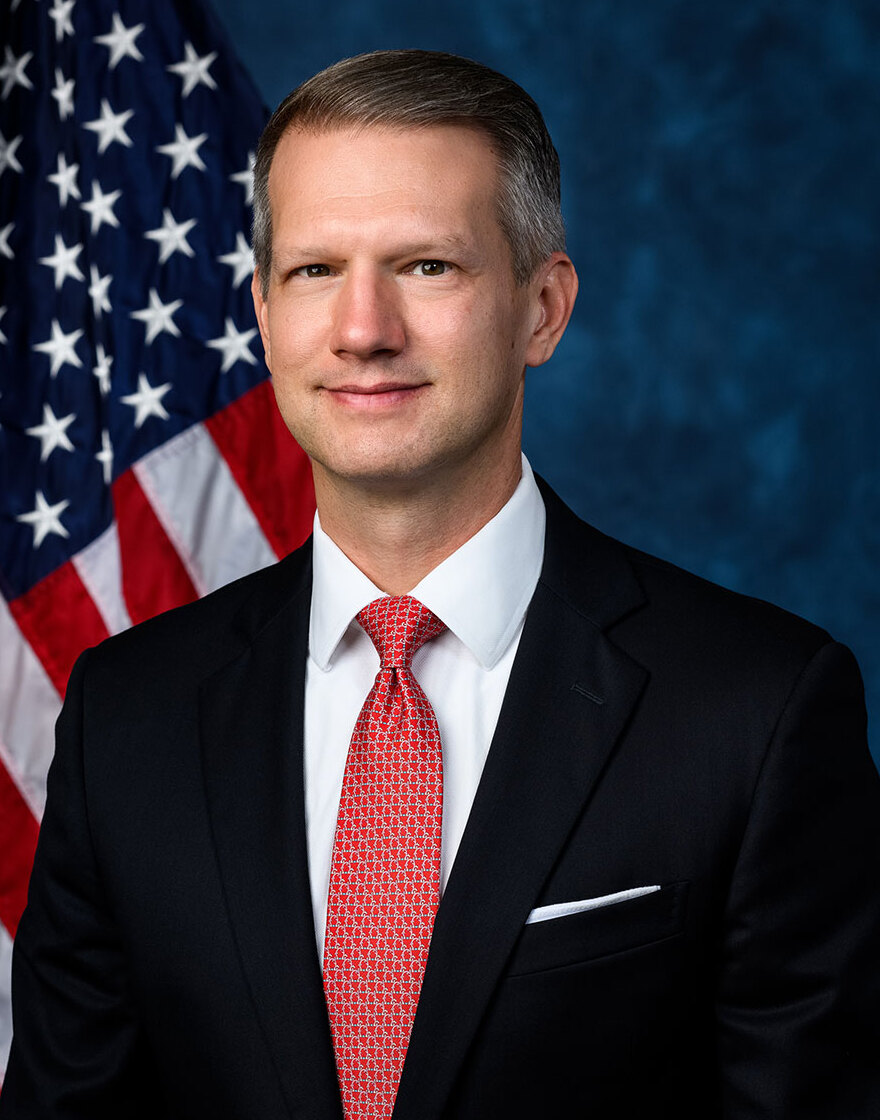
Riley Moore, derzeitiger Vertreter des zweiten Kongresswahlbezirks von West Virginia

Diese Liste führt alle Politiker auf, die seit 1863 für West Virginia dem Repräsentantenhaus der Vereinigten Staaten angehört haben. Nach der Abspaltung von Virginia während des Sezessionskrieges war der Staat zunächst durch drei Abgeordnete in Washington vertreten. Diese Zahl stieg mit den Jahren an; 1913 stellte West Virginia erstmals sechs Mitglieder im Unterhaus des Kongresses. Inzwischen sind es nach mehreren Neuberechnungen in der Folge der Volkszählungen wieder zwei Abgeordnete. Seit 1863 ist West Virginia für die Kongresswahlen durchgängig in Wahlbezirke aufgeteilt. Lediglich das sechste Mandat wurde von 1913 bis 1917 in einer staatsweiten Wahl („at large“) vergeben.

## 1. Sitz (seit 1861)
| Name                      | Amtszeit                        | Partei       |
| ------------------------- | ------------------------------- | ------------ |
| Jacob Beeson Blair        | 7. Dezember 1863 – 3. März 1865 | Unionist     |
| Chester Dorman Hubbard    | 4. März 1865 – 3. März 1869     | Republikaner |
| Isaac Harding Duval       | 4. März 1869 – 3. März 1871     | Republikaner |
| John James Davis          | 4. März 1871 – 3. März 1875     | Demokrat     |
| Benjamin Wilson           | 4. März 1875 – 3. März 1883     | Demokrat     |
| Nathan Goff               | 4. März 1883 – 3. März 1889     | Republikaner |
| John Overton Pendleton    | 4. März 1889 – 26. Februar 1890 | Demokrat     |
| George Wesley Atkinson    | 26. Februar 1890 – 3. März 1891 | Republikaner |
| John Overton Pendleton    | 4. März 1891 – 3. März 1895     | Demokrat     |
| Blackburn Barrett Dovener | 4. März 1895 – 3. März 1907     | Republikaner |
| William Pallister Hubbard | 4. März 1907 – 3. März 1911     | Republikaner |
| John William Davis        | 4. März 1911 – 29. August 1913  | Demokrat     |
| Matthew Mansfield Neely   | 14. Oktober 1913 – 3. März 1921 | Demokrat     |
| Benjamin Louis Rosenbloom | 4. März 1921 – 3. März 1925     | Republikaner |
| Carl G. Bachmann          | 4. März 1925 – 3. März 1933     | Republikaner |
| Robert Lincoln Ramsay     | 4. März 1933 – 3. Januar 1939   | Demokrat     |
| Andrew Charles Schiffler  | 3. Januar 1939 – 3. Januar 1941 | Republikaner |
| Robert Lincoln Ramsay     | 3. Januar 1941 – 3. Januar 1943 | Demokrat     |
| Andrew Charles Schiffler  | 3. Januar 1943 – 3. Januar 1945 | Republikaner |
| Matthew Mansfield Neely   | 3. Januar 1945 – 3. Januar 1947 | Demokrat     |
| Francis Johnson Love      | 3. Januar 1947 – 3. Januar 1949 | Republikaner |
| Robert Lincoln Ramsay     | 3. Januar 1949 – 3. Januar 1953 | Demokrat     |
| Robert Homer Mollohan     | 3. Januar 1953 – 3. Januar 1957 | Demokrat     |
| Arch Alfred Moore         | 3. Januar 1957 – 3. Januar 1969 | Republikaner |
| Robert Homer Mollohan     | 3. Januar 1969 – 3. Januar 1983 | Demokrat     |
| Alan Bowlby Mollohan      | 3. Januar 1983 – 3. Januar 2011 | Demokrat     |
| David Bennett McKinley    | 3. Januar 2011 – 3. Januar 2023 | Republikaner |
| Carol Devine Miller       | 3. Januar 2023 –                | Republikaner |

## 2. Sitz (seit 1863)
| Name                      | Amtszeit                        | Partei       |
| ------------------------- | ------------------------------- | ------------ |
| William Gay Brown Sr.     | 7. Dezember 1863 – 3. März 1865 | Unionist     |
| George Robert Latham      | 4. März 1865 – 3. März 1867     | Unionist     |
| Bethuel Middleton Kitchen | 7. Dezember 1867 – 3. März 1869 | Republikaner |
| James Clark McGrew        | 4. März 1869 – 3. März 1873     | Republikaner |
| John Marshall Hagans      | 4. März 1873 – 3. März 1875     | Republikaner |
| Charles James Faulkner    | 4. März 1875 – 3. März 1877     | Demokrat     |
| Benjamin Franklin Martin  | 4. März 1877 – 3. März 1881     | Demokrat     |
| John Blair Hoge           | 4. März 1881 – 3. März 1883     | Demokrat     |
| William Lyne Wilson       | 4. März 1883 – 3. März 1895     | Demokrat     |
| Alston Gordon Dayton      | 4. März 1895 – 16. März 1905    | Republikaner |
| Thomas Beall Davis        | 16. März 1905 – 3. März 1907    | Demokrat     |
| George Cookman Sturgiss   | 4. März 1907 – 3. März 1911     | Republikaner |
| William Gay Brown Jr.     | 4. März 1911 – 9. März 1916     | Demokrat     |
| George Meade Bowers       | 9. Mai 1916 – 3. März 1923      | Republikaner |
| Robert E. Lee Allen       | 4. März 1923 – 3. März 1925     | Demokrat     |
| Frank Llewellyn Bowman    | 4. März 1925 – 3. März 1933     | Republikaner |
| Jennings Randolph         | 4. März 1933 – 3. Januar 1947   | Demokrat     |
| Melvin Claude Snyder      | 3. Januar 1947 – 3. Januar 1949 | Republikaner |
| Harley Orrin Staggers     | 3. Januar 1949 – 3. Januar 1981 | Demokrat     |
| Cleveland Keith Benedict  | 3. Januar 1981 – 3. Januar 1983 | Republikaner |
| Harley Orrin Staggers Jr. | 3. Januar 1983 – 3. Januar 1993 | Demokrat     |
| Robert Ellsworth Wise     | 3. Januar 1993 – 3. Januar 2001 | Demokrat     |
| Shelley Moore Capito      | 3. Januar 2001 – 3. Januar 2015 | Republikaner |
| Alexander Xavier Mooney   | 3. Januar 2015 – 3. Januar 2025 | Republikaner |
| Riley Moore               | 3. Januar 2025 –                | Republikaner |

## 3. Sitz (1863–2023)
| Name                         | Amtszeit                           | Partei       |
| ---------------------------- | ---------------------------------- | ------------ |
| Kellian Van Rensalear Whaley | 7. Dezember 1863 – 3. März 1867    | Unionist     |
| Daniel Haymond Polsley       | 4. März 1867 – 3. März 1869        | Republikaner |
| John Seashoal Witcher        | 4. März 1869 – 3. März 1871        | Republikaner |
| Frank Hereford               | 4. März 1871 – 31. Januar 1877     | Demokrat     |
| John Edward Kenna            | 4. März 1877 – 3. März 1883        | Demokrat     |
| Charles Philip Snyder        | 15. Mai 1883 – 3. März 1889        | Demokrat     |
| John Duffy Alderson          | 4. März 1889 – 3. März 1895        | Demokrat     |
| James Hall Huling            | 4. März 1895 – 3. März 1897        | Republikaner |
| Charles Phillips Dorr        | 4. März 1897 – 3. März 1899        | Republikaner |
| David Emmons Johnston        | 16. März 1899 – 3. März 1901       | Demokrat     |
| Joseph Holt Gaines           | 4. März 1901 – 3. März 1911        | Republikaner |
| Adam Brown Littlepage        | 4. März 1911 – 3. März 1913        | Demokrat     |
| Samuel Brashear Avis         | 4. März 1913 – 3. März 1915        | Republikaner |
| Adam Brown Littlepage        | 4. März 1915 – 3. März 1917        | Demokrat     |
| Stuart Felix Reed            | 4. März 1917 – 3. März 1925        | Republikaner |
| John Marshall Wolverton      | 4. März 1925 – 3. März 1927        | Republikaner |
| William Smith O’Brien        | 4. März 1927 – 3. März 1929        | Demokrat     |
| John Marshall Wolverton      | 4. März 1929 – 3. März 1931        | Republikaner |
| Lynn Sedwick Hornor          | 4. März 1931 – 23. September 1933  | Demokrat     |
| Andrew Edmiston              | 28. November 1933 – 3. Januar 1943 | Demokrat     |
| Edward Gay Rohrbough         | 3. Januar 1943 – 3. Januar 1945    | Republikaner |
| Cleveland Monroe Bailey      | 3. Januar 1945 – 3. Januar 1947    | Demokrat     |
| Edward Gay Rohrbough         | 3. Januar 1947 – 3. Januar 1949    | Republikaner |
| Cleveland Monroe Bailey      | 3. Januar 1949 – 3. Januar 1963    | Demokrat     |
| John Mark Slack              | 3. Januar 1963 – 17. März 1980     | Demokrat     |
| John Guiher Hutchinson       | 30. Juni 1980 – 3. Januar 1981     | Demokrat     |
| David Michael Staton         | 3. Januar 1981 – 3. Januar 1983    | Republikaner |
| Robert Ellsworth Wise        | 3. Januar 1983 – 3. Januar 1993    | Demokrat     |
| Nick Joe Rahall              | 3. Januar 1993 – 3. Januar 2015    | Demokrat     |
| Evan Hollin Jenkins          | 3. Januar 2015 – 3. Januar 2019    | Republikaner |
| Carol Devine Miller          | 3. Januar 2019 – 3. Januar 2023    | Republikaner |

## 4. Sitz (1883–1993)
| Name                    | Amtszeit                        | Partei       |
| ----------------------- | ------------------------------- | ------------ |
| Eustace Gibson          | 4. März 1883 – 3. März 1887     | Demokrat     |
| Charles Edgar Hogg      | 4. März 1887 – 3. März 1889     | Demokrat     |
| James Monroe Jackson    | 4. März 1889 – 3. Februar 1890  | Demokrat     |
| Charles Brooks Smith    | 3. Februar 1890 – 3. März 1891  | Republikaner |
| James Capehart          | 3. März 1891 – 3. März 1895     | Demokrat     |
| Warren Miller           | 4. März 1895 – 3. März 1899     | Republikaner |
| Romeo Hoyt Freer        | 4. März 1899 – 3. März 1901     | Republikaner |
| James Anthony Hughes    | 4. März 1901 – 3. März 1903     | Republikaner |
| Harry Chapman Woodyard  | 4. März 1903 – 3. März 1911     | Republikaner |
| John M. Hamilton        | 4. März 1911 – 3. März 1913     | Demokrat     |
| Hunter Holmes Moss      | 4. März 1913 – 15. Juli 1916    | Republikaner |
| Harry Chapman Woodyard  | 7. November 1916 – 3. März 1923 | Republikaner |
| George William Johnson  | 4. März 1923 – 3. März 1925     | Demokrat     |
| Harry Chapman Woodyard  | 4. März 1925 – 3. März 1927     | Republikaner |
| James Anthony Hughes    | 4. März 1927 – 2. März 1930     | Republikaner |
| Robert Lynn Hogg        | 4. November 1930 – 3. März 1933 | Republikaner |
| George William Johnson  | 4. März 1933 – 3. Januar 1943   | Demokrat     |
| Hubert Summers Ellis    | 3. Januar 1943 – 3. Januar 1949 | Republikaner |
| Maurice Gwinn Burnside  | 3. Januar 1949 – 3. Januar 1953 | Demokrat     |
| William Elmer Neal      | 3. Januar 1953 – 3. Januar 1955 | Republikaner |
| Maurice Gwinn Burnside  | 3. Januar 1955 – 3. Januar 1957 | Demokrat     |
| William Elmer Neal      | 3. Januar 1957 – 3. Januar 1959 | Republikaner |
| Kenneth William Hechler | 3. Januar 1959 – 3. Januar 1977 | Demokrat     |
| Nick Joe Rahall         | 3. Januar 1977 – 3. Januar 1993 | Demokrat     |

## 5. Sitz (1903–1973)
| Name                   | Amtszeit                        | Partei       |
| ---------------------- | ------------------------------- | ------------ |
| James Anthony Hughes   | 4. März 1903 – 3. März 1915     | Republikaner |
| Edward Cooper          | 4. März 1915 – 3. März 1919     | Republikaner |
| Wells Goodykoontz      | 4. März 1919 – 3. März 1923     | Republikaner |
| Thomas Jefferson Lilly | 4. März 1923 – 3. März 1925     | Demokrat     |
| James French Strother  | 4. März 1925 – 3. März 1929     | Republikaner |
| Hugh Ike Shott         | 4. März 1929 – 3. März 1933     | Republikaner |
| John Kee               | 4. März 1933 – 8. Mai 1951      | Demokrat     |
| Maude Elizabeth Kee    | 17. Juli 1951 – 3. Januar 1965  | Demokrat     |
| James Kee              | 3. Januar 1965 – 3. Januar 1973 | Demokrat     |

## 6. Sitz (1913–1963)
| Name                    | Amtszeit                        | Partei       |
| ----------------------- | ------------------------------- | ------------ |
| Howard Sutherland       | 4. März 1913 – 3. März 1917     | Republikaner |
| Adam Brown Littlepage   | 4. März 1917 – 3. März 1919     | Demokrat     |
| Leonard Sidney Echols   | 4. März 1919 – 3. März 1923     | Republikaner |
| James Alfred Taylor     | 4. März 1923 – 3. März 1927     | Demokrat     |
| Edward Theodore England | 4. März 1927 – 3. März 1929     | Republikaner |
| Joseph Luther Smith     | 4. März 1929 – 3. Januar 1945   | Demokrat     |
| Erland Harold Hedrick   | 3. Januar 1945 – 3. Januar 1953 | Demokrat     |
| Robert Carlyle Byrd     | 3. Januar 1953 – 3. Januar 1959 | Demokrat     |
| John Mark Slack         | 3. Januar 1959 – 3. Januar 1963 | Demokrat     |